# Agram prim
L'agram prim, gram prim, apropir, agram blanc, gram blanc, peu de gallina (Elymus o Elytrigia repens) és una planta vivaç de 40 a 100 cm d'alçada amb llargs rizomes que s'arrosseguen proveïts de nusos, dels que parteixen arrels. Agropyrum, prové de Grècia, on denominaven antigament amb aquest substantiu el blat salvatge. En la classificació de les formes vitals de Raunkjaer pertany als camèfits, que són aquelles plantes en què els meristemes resten a menys de 40 cm de terra. Aquest és el cas també de les mates perennes com la farigola o el llistó. La seva rel és subterrània, i la tija és amb nusos, arribant als 6-9 cm d'alçada. Les seves fulles són alternes, planes, estretes i rugoses per l'anvers. Són lineals i la seva beina embolcalla la tija. Gairebé tot l'agram està envoltat d'una vellositat fina.
Pel que fa a la seva inflorescència, es divideix en dos, amb quatre o vuit flors cadascuna. Els pètals són petits de color morat i s'agrupen en forma d'espiga.
L'androceu està format per estams i alhora aquests per antena i filament. Per altra banda, el gineceu està format per pistils, i aquests per estigma, estil i ovari. El fruit que creix l'agram prim és cariòpside, que és un tipus de fruit simple, format a partir d'un únic carpel, sec i indehiscent.

## Distribució
La seva distribució és cosmopolita a Euràsia i Àfrica. És present al nord d'Àfrica (Algèria, Marroc i Tunísia). A l'Àsia (Afganistan; Xipre; Iran; Iraq; Líban, Síria; Turquia, Armènia; Azerbaidjan; Geòrgia), a la Federació Russa (Ciscaucàsia, Daguestan, Amur, Kamtxatka, Khabarovsk, Kurils, Magadan, Primórie, Sakhalín, Altay, Buryatia, Chita, Gorno-Altay, Irkutsk, Kemerovo, Krasnoyarsk, Kurgan, Novosibirsk, Omsk, Tuva, Tyumen, Yakutia-Sakha), Kazakhstan; Kirguizstan; Tadjikistan; Turkmenistan; Uzbekistan, Mongòlia, Xina (Gansu, Hebei, Heilongjiang, Nei Monggol, Qinghai, Sichuan, Xinjiang, Xizang, Yunnan), Corea, Índia; Pakistan 
A Europa (Dinamarca; Finlàndia; Islàndia; Irlanda; Noruega; Suècia; Regne Unit, Àustria; Bèlgica; Txecoslovàquia; Alemanya; Hongria; Holanda; Polònia; Suïssa, Belarús; Estònia; Letònia; Lituània; Moldàvia; Federació Russa – Part Europea; Ucraïna, Albània; Bulgària; Grècia; Itàlia; Romania; Iugoslàvia, França; Espanya).
També s'ha naturalitzar a Àfrica, Austràlia, les Illes Canàries, Nova Zelanda, Mascarenes, Amèrica Nord i Amèrica del Sud.
L'agram prim és una planta molt comuna a Catalunya i, per tant, no es pot especificar en una zona concreta quan parlem de la seva distribució per Catalunya. Prolifera pels terrenys cultivats o erms de tot el món.

## Farmacologia i ús medical

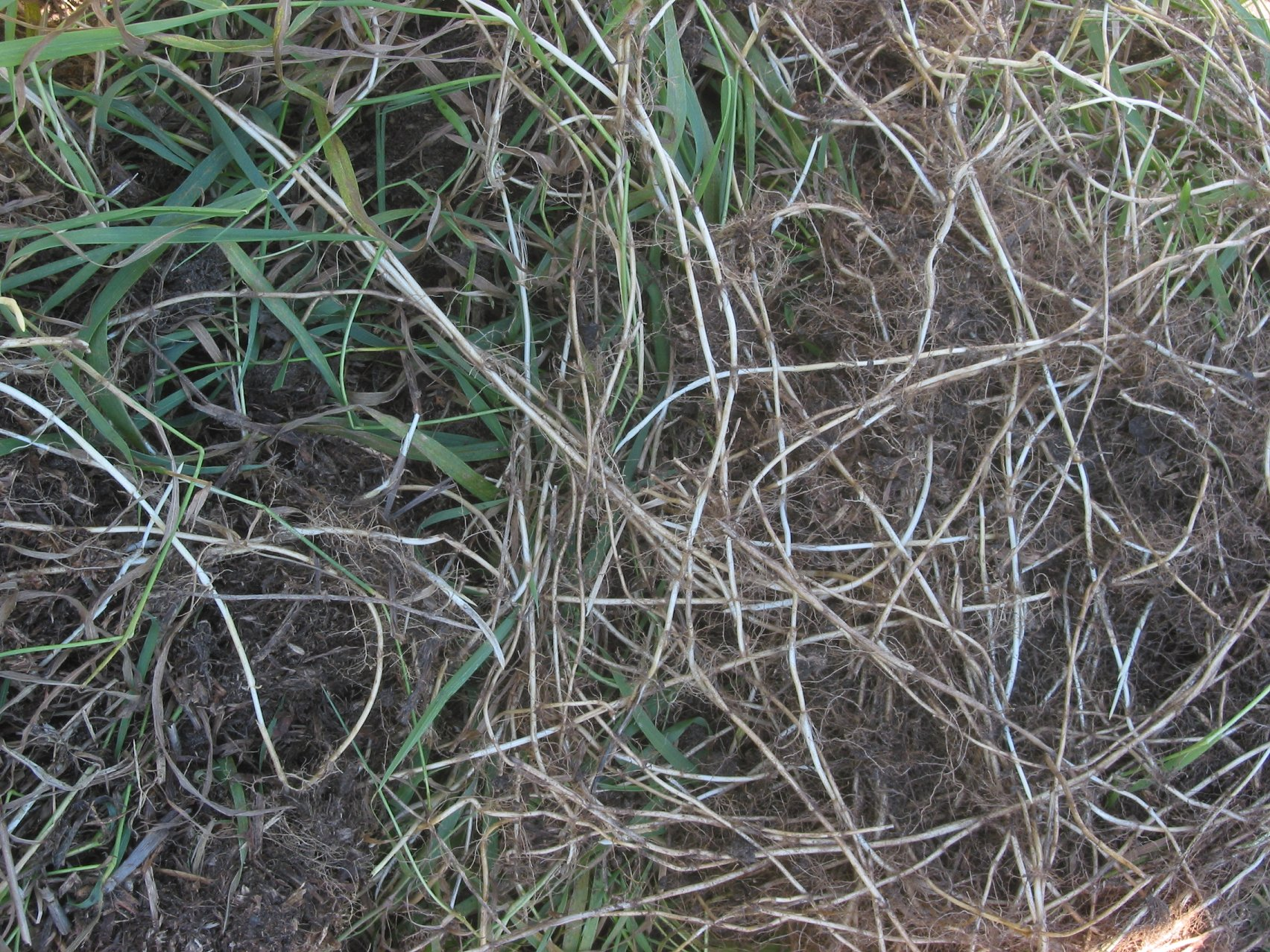
Rizoma de la planta

La part utilitzada de l'agram prim en la farmacologia és el rizoma. El rizoma d'aquesta gramínia conté saponines, sucres, un glucòsid fenòlic, aveneïna, mucílag, entre un 5 i un 7% d'un hidrat de carboni blanc, amorf i insípid, d'efectes antimicrobians que és igual a la triticina o gramininia d'altres gramínies. Conté també inosita, agropir, levulosa (pel voltant d'un 2%) un glicòsid vanilínic, un enzim capaç d'escindir l'amigdalina, prop d'un 10% d'un mucílag ric en nitrogen, oxalat càlcic àcid, malats, 1,5% d'oli gras, manita i un altre sucre no cristal·litzable. També conté vitamines A i B.
Aquesta gramínia té diversos usos medicinals. Un d'ells seria l'ús antisèptic i antiinflamatori en casos de cistitis, uretritis, infeccions orinaries en general. Un altre ús seria diürètic i depuratiu en el cas de càlculs urinaris, el càlcul renal, la lituria, la gota, l'artritisme, el reumatisme, la diabetis i la cel·lulitis. I, per acabar, té la propietat d'actuar com a sudorífic en cas de malalties infeccioses que causen febre (grips, refredats, xarampió, escarlatina, etc.)
L'agram prim pot ser emprat per a dur a terme estudis in vitro i en animals. A més a més, s'afirma que aquest presenta activitats diürètiques i sedants en rates i ratolins respectivament. El seu rizoma conté una substància mucilaginosa, la triticina, així com una substància antibiòtica, potassi, sílice i diversos glúcids que li confereixen propietats diürètiques, antisèptiques i emol·lients. A part d'això, és considerada també una planta fitotòxica a causa de la presència de flavonoides en la seva composició.

## Observacions
Ha estat inclòs pel Consell d'Europa en la llista de fonts naturals de condiments alimentaris a la categoria N2, en la que s'estableix que poden afegir-se petites quantitats de la planta als aliments, amb la limitació possible d'un principi actiu (encara sense especificar) en el producte final. Per altra banda, als Estats Units, és reconeguda generalment com a segura (GRAS).
Aquesta planta a més a més dels esmentats usos medicinals també és utilitzada per a fabricar escombres rústiques i anys enrere l'arrel torrefacta s'emprava com a succedani del cafè i com a primera matèria per a la fabricació de cervesa i alcohol. A part d'això, també és conegut que emprat com aliment per a les vaques fa que aquestes produeixin més i de major qualitat tot i que és considerada una mala herba pels agricultors.

### Recol·lecció
Quan creix en terres lleugeres i sorrenques, és quan proporciona les substàncies més actives i, per aprofitar-les al màxim, és preferible arrencar-la en primavera, quan comencen a desenvolupar-se els primers talls. Després de recol·lectar-la cal rentar els rizomes a fons, eliminar les arrels i les parts verdes i tallar-los en petits fragments mentre es mantinguin frescos per després sotmetre'ls a un assecat ràpid, al Sol i en un corrent d'aire.

### Preparació
Els principis actius que conté poden ser aprofitats prenent una cocció de 4 a 8 g del rizoma sec, amb 4-8 ml d'extracte fluid (1:1 en alcohol al 25%) o mitjançant tintures de 5 a 15 ml (1:5 en alcohol al 40%), seguint un tractament de tres preses al dia.

### Precaucions
Tot i això, cal no oblidar que a causa de la seva reputada acció diürètica, s'ha d'evitar l'ús excessiu o prolongat, perquè pot provocar hipopotasèmia. A més a més, durant el període d'embaràs i de lactància és preferible no fer-ne ús a causa dels limitats estudis farmacològics i toxicològics que s'han fet sobre aquesta espècie. Per acabar cal tenir en compte que les dades químiques disponibles sobre aquesta espècie són limitades, i tot i que no s'ha documentat cap mena de toxicitat existeixen poques proves científiques que justifiquin l'ús medicinal tradicional i per tant, cal evitar la seva excessiva ingestió.